# حامل رأس الغول (كوكبة)

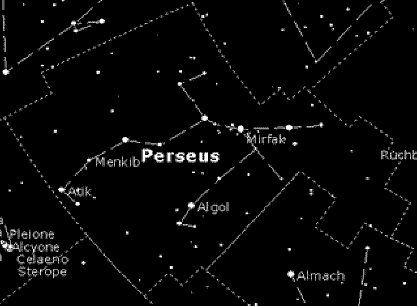
الصورة تمثل المجموعة النجمية: حامل رأس الغول.

كوكبة حامل رأس الغول أو سِيَاوُس أو فِرْسَاوُس وهو من أبراج النصف الشمالي للكرة الأرضية. ويكون واضحاً في أواخر فصل الصيف وأوائل فصل الخريف. مركزها بين ذات الكرسي وممسك الأعنة. وهي صورة رجل قائم على رجله اليُسرى وقد رفع رجله اليمنى ويده اليمنى فوق رأسه وبيده اليُسرى رأس غول. عدد نجومها ٥٩ أشهرها المرفق ورأس الغول وعانق الثريا.

## تفاصيل برج حامل رأس الغول
يحتوي برج حامل رأس الغول على تفاصيل عديدة لمجرات وسدم وتجمعات نجمية ونجوم مزدوجة.
فأما المجرات فهي: NGC 1023.
وأما السدم: M 76, IC 348.
والتجمعات النجمية: M 34, إن جي سي 869, NGC 884, NGC 744, NGC 957, NGC 1039.
والنجوم المزدوجة: النجم إيتا حامل رأس الغول.

## نجوم برج حامل رأس الغول
ومن أهم نجوم برج حامل رأس الغول: ألفا حامل رأس الغول ( نجم المرفق)، وبيتا حامل رأس الغول ( نجم الغول)، وإيتا حامل رأس الغول ( نجم ميرام)، وإكزي حامل رأس الغول ( نجم المنكب)، وأوميكرون حامل رأس الغول ( نجم العاتق)، وباي حامل رأس الغول ( نجم جورجينيا الثانوي)، ورهو حامل رأس الغول ( نجم جورجينيا النظير).